# Gloiocephala rubescens
Gloiocephala rubescens är en svampart som först beskrevs av Segedin, och fick sitt nu gällande namn av Desjardin & E. Horak 1997. Gloiocephala rubescens ingår i släktet Gloiocephala och familjen Physalacriaceae.   Inga underarter finns listade i Catalogue of Life.